# Primera B 2012 (Colombia)
La Temporada 2012 de la Primera B, conocida oficialmente como Torneo Postobón 2012 por motivos comerciales, es la vigésimo tercera (23a.) edición del torneo de la segunda división del fútbol profesional colombiano.

## Novedades

### Sistema de juego

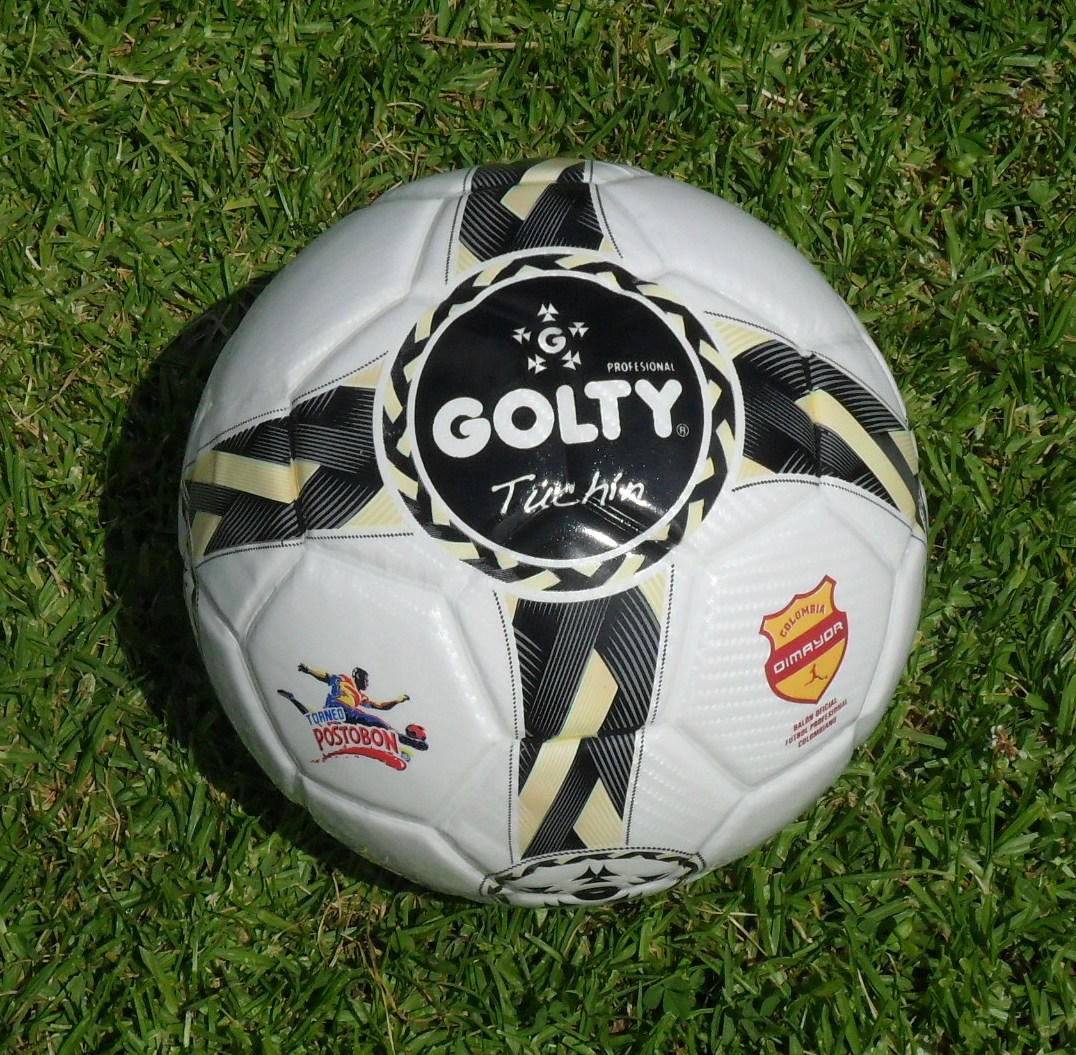
Tuchín, el balón oficial del fútbol colombiano en 2012.

Para el 2012 se disputan dos torneos, con un formato idéntico al del Torneo Apertura 2012 de la Categoría Primera A. Sin embargo, habrá dos campeones, uno en cada semestre, que al final de año jugarán una serie definitoria —también denominada Final del año o Gran final— en la cual se juegan dos partidos de ida y vuelta. El ganador de dicha serie, ascenderá directamente a la Categoría Primera A en la temporada 2013, mientras tanto, el perdedor de la Gran final jugará la una serie de promoción, con el penúltimo(17°) ubicado en la tabla del descenso de la Primera División.
Durante los torneos Apertura y Finalización jugarán los equipos 18 jornadas todos contra todos. Los ocho primeros clasificados avanzarán a los cuadrangulares semifinales por sorteo, siendo sembrados los dos primeros para los grupos A y B, entrando los seis equipos restantes a sorteo. Los ganadores de cada grupo avanzarán a la final por la clasificación a la final del año.
En caso de que haya dos campeones se jugará una gran final del año para que se defina al campeón. Si el campeón de los dos torneos, Apertura y Finalización, es un mismo equipo, este ganará el ascenso directo y, por otro lado, el equipo que esté mejor ubicado en la tabla de reclasificación de la Primera B, tras el campeón, será el encargado de jugar la serie de promoción con un club de la Categoría Primera A.

### Derechos de televisión
La Dimayor quitó la exclusividad para hacer las transmisiones en vivo del fútbol colombiano. Para las transmisiones de la Primera B, se acordó la emisión del partido más importante de cada jornada los lunes en la noche, a través de los cableoperadores DirecTV y SuperCable, quienes adquirieron por cinco años los derechos de televisión, junto a la Cooperativa Multiactiva de Televisión Comunitaria (Comutv). Al no ser exclusivos los derechos de televisión entraron en la negociación Telefónica Telecom y los antiguos operadores Telmex y Une, sin llegar a un acuerdo económico.

## Datos de los clubes

### Relevo anual de clubes
| Ascendidos a la Primera A                          |
| -------------------------------------------------- |
| Deportivo Pasto (Campeón de la Primera B 2011)     |
| Patriotas (Ganador de la serie de promoción 2011.) |

| Descendidos a la Primera B                                  |
| ----------------------------------------------------------- |
| Deportivo Pereira (Peor promedio acumulado en la Primera A) |
| América de Cali (Perdedor de la serie de promoción.)        |

### Cambios de equipos
Luego del traslado de Centauros Villavicencio a Popayán durante la temporada anterior, entra en vigencia legal el nuevo nombre del club, que ahora será conocido nacionalmente como Universitario de Popayán, ya que entra a regir la aprobación por parte de Coldeportes.
Culminada la asamblea de clubes de la Dimayor del 13 de diciembre de 2011, se dio a conocer la aprobación de la solicitud del presidente de Pacífico Fútbol Club, Nelson Soto Duque, para trasladar al equipo de Buenaventura a Sincelejo, con el fin de renombrarlo como Sucre Fútbol Club.
Debido al retiro de su principal patrocinador, Academia Fútbol Club, decidió vender su ficha a la nueva entidad Llaneros Fútbol Club S.A., de Villavicencio, en un proceso aprobado por la asamblea del club bogotano y los clubes afiliados a la Dimayor. El equipo de la capital del Meta jugó a partir del Torneo Finalización, una vez concluido el proceso de venta.
A partir del Torneo Finalización, Alianza Petrolera, vendió su ficha al Atlético Nacional, y pasó a tener su sede administrativa en el municipio de Guarne, Antioquia. A pesar de que en un principio se pensó que el equipo cambiaría su nombre al de Alianza Oriente, el equipo permaneció con el nombre antiguo, durante el resto del 2012.

### Equipos participantes
| Equipo               | Entrenador            | Departamento          | Ciudad                                     | Estadio                                                           | Aforo                            |
| -------------------- | --------------------- | --------------------- | ------------------------------------------ | ----------------------------------------------------------------- | -------------------------------- |
| Academia             | Jaime Rodríguez       | Bogotá, D. C.         | Bogotá                                     | Compensar                                                         | 4.500                            |
| Alianza Petrolera    | Héctor Estrada        | Antioquia · Santander | Barrancabermeja Bucaramanga GuarneEnvigado | Daniel Villa Zapata Alfonso López Diego PalaciosPolideportivo Sur | 8.000 16.000 1.450 14.000 11.000 |
| América de Cali      | Eduardo Lara          | Valle del Cauca       | Cali                                       | Olímpico Pascual Guerrero                                         | 33.130                           |
| Atlético Bucaramanga | Álvaro Gómez          | Santander             | Bucaramanga                                | Alfonso López                                                     | 16.000                           |
| Barranquilla F. C.   | Luis Grau             | Atlántico             | Barranquilla                               | Romelio Martínez Metropolitano Roberto Meléndez                   | 20.000 46.788                    |
| Bogotá F. C.         | Hernán Pacheco        | Bogotá, D. C.         | Bogotá                                     | Alfonso López Pumarejo Metropolitano de Techo                     | 15.000 7.800                     |
| Cortuluá             | Fernando Velasco      | Valle del Cauca       | Tuluá                                      | Doce de Octubre                                                   | 16.000                           |
| Depor Aguablanca     | Jhon Jairo López      | Valle del Cauca       | Cali                                       | Olímpico Pascual Guerrero                                         | 33.130                           |
| Deportivo Pereira    | Octavio Zambrano      | Risaralda             | Pereira                                    | Hernán Ramírez Villegas                                           | 30.297                           |
| Deportivo Rionegro   | Álvaro Hernández      | Antioquia             | Rionegro                                   | Alberto Grisales                                                  | 14.000                           |
| Expreso Rojo         | John Jairo Bodmer     | Cundinamarca          | Soacha                                     | Luis Carlos Galán Sarmiento                                       | 8.000                            |
| Fortaleza            | Jaime Manjarrés       | Cundinamarca          | Zipaquirá                                  | Municipal Los Zipas                                               | 5.000                            |
| Llaneros             | Alberto Rujana        | Meta                  | Villavicencio                              | Compensar La Esperanza                                            | 4.500 7.000                      |
| Real Santander       | Oswaldo González      | Santander             | Bucaramanga                                | Alfonso López                                                     | 28.000                           |
| Sucre F. C.          | Osnar Acuña           | Sucre                 | Sincelejo                                  | Arturo Cumplido Sierra                                            | 15.000                           |
| Uniautónoma          | Félix Valverde        | Atlántico             | Sabanalarga                                | Marcos Henríquez                                                  | 8.000                            |
| Unión Magdalena      | Carlos Silva Socarrás | Magdalena             | Santa Marta                                | Eduardo Santos                                                    | 22.000                           |
| Universitario        | César Torres          | Cauca                 | Popayán                                    | Ciro López                                                        | 5.000                            |
| Valledupar F. C.     | Víctor González       | Cesar                 | Valledupar                                 | Armando Maestre Pavajeau                                          | 10.000                           |

| Academia | Sólo participó en el Torneo Apertura.                     |
| Llaneros | Disputó el Torneo Finalización, en reemplazo de Academia. |

## Cambios de entrenadores

### Pretemporada
| Club                 | Entrenador saliente   | Fecha de salida         | Reemplazado por         | Fecha de llegada        |
| -------------------- | --------------------- | ----------------------- | ----------------------- | ----------------------- |
| Depor Aguablanca     | Walter Escobar        | 28 de octubre de 2011   | Albeiro García          | 27 de noviembre de 2011 |
| Atlético Bucaramanga | Carlos Mario Hoyos    | 10 de noviembre de 2011 | Álvaro de Jesús Gómez   | 5 de enero de 2012      |
| Deportivo Pereira    | Alfredo Araújo        | 29 de noviembre de 2011 | Octavio Zambrano        | 29 de noviembre de 2011 |
| Uniautónoma          | Miguel Ángel Converti | 1 de diciembre de 2011  | Félix Valverde Quiñónes | 3 de diciembre de 2011  |
| Real Santander       | Johan Meza            | 15 de diciembre de 2011 | Miguel Oswaldo González | 15 de diciembre de 2011 |
| América de Cali      | Wilson Piedrahíta     | 19 de diciembre de 2011 | Eduardo Lara            | 24 de diciembre de 2011 |
| Universitario        | Eduardo Cruz          | 31 de diciembre de 2011 | César Torres            |                         |

### Temporada
| Club                 | Entrenador saliente   | Fecha de salida      | Reemplazado por                 | Fecha de llegada     |
| -------------------- | --------------------- | -------------------- | ------------------------------- | -------------------- |
| Depor Aguablanca     | Albeiro García        | 31 de julio de 2012  | Jhon Jairo López                | 31 de julio de 2012  |
| Atlético Bucaramanga | Álvaro de Jesús Gómez | 16 de agosto de 2012 | José de Jesús Suárez (interino) | 16 de agosto de 2012 |
| Uniautónoma          | Félix Valverde        | 24 de agosto de 2012 | José Manuel Rodríguez           | 28 de agosto de 2012 |

## Torneo Apertura

### Todos contra todos
En la primera fase del Torneo Apertura, se jugaron partidos con el sistema de todos contra todos, teniendo en cuenta que cada equipo repitió rival en la Fecha 9, debido a que esta es la fecha de los clásicos regionales. Así, esta fase del torneo sumó 18 fechas jugadas, y como resultado dio a los ocho equipos, con más puntaje, que clasificaron a la siguiente fase, los Cuadrangulares semifinales.

#### Clasificación
| Pos. | Equipos              | PJ | PG | PE | PP | GF | GC | Dif. | Pts. |
| ---- | -------------------- | -- | -- | -- | -- | -- | -- | ---- | ---- |
| 1.   | América de Cali      | 18 | 12 | 2  | 4  | 33 | 15 | 18   | 38   |
| 2.   | Cortuluá             | 18 | 9  | 6  | 3  | 24 | 14 | 10   | 33   |
| 3.   | Deportivo Rionegro   | 18 | 9  | 5  | 4  | 33 | 19 | 14   | 32   |
| 4.   | Sucre F. C.          | 18 | 8  | 7  | 3  | 22 | 18 | 4    | 31   |
| 5.   | Uniautónoma          | 18 | 8  | 6  | 4  | 27 | 19 | 8    | 30   |
| 6.   | Universitario        | 18 | 9  | 3  | 6  | 25 | 18 | 7    | 30   |
| 7.   | Unión Magdalena      | 18 | 8  | 4  | 6  | 27 | 21 | 6    | 28   |
| 8.   | Real Santander       | 18 | 8  | 3  | 7  | 25 | 23 | 2    | 27   |
| 9.   | Fortaleza            | 18 | 7  | 5  | 6  | 25 | 26 | -1   | 26   |
| 10.  | Valledupar F. C.     | 18 | 6  | 6  | 6  | 26 | 28 | -2   | 24   |
| 11.  | Deportivo Pereira    | 18 | 6  | 5  | 7  | 21 | 23 | -2   | 23   |
| 12.  | Bogotá F. C.         | 18 | 5  | 5  | 8  | 24 | 34 | -10  | 20   |
| 13.  | Academia             | 18 | 4  | 7  | 7  | 22 | 22 | 0    | 19   |
| 14.  | Depor Aguablanca     | 18 | 5  | 3  | 10 | 23 | 34 | -11  | 18   |
| 15.  | Alianza Petrolera    | 18 | 3  | 8  | 7  | 19 | 27 | -8   | 17   |
| 16.  | Atlético Bucaramanga | 18 | 4  | 5  | 9  | 18 | 27 | -9   | 17   |
| 17.  | Barranquilla F. C.   | 18 | 4  | 4  | 10 | 18 | 28 | -10  | 16   |
| 18.  | Expreso Rojo         | 18 | 3  | 4  | 11 | 8  | 24 | -16  | 13   |

|  |                                                |
|  | Clasificados a los cuadrangulares semifinales. |
|  | Eliminados.                                    |

##### Evolución de la clasificación
| Equipo / Fecha       | 01 | 02 | 03 | 04 | 05 | 06 | 07 | 08 | 09 | 10 | 11 | 12 | 13 | 14 | 15 | 16 | 17 | 18 |
| -------------------- | -- | -- | -- | -- | -- | -- | -- | -- | -- | -- | -- | -- | -- | -- | -- | -- | -- | -- |
| América de Cali      | 5  | 4  | 2  | 2  | 4  | 3  | 5  | 1  | 2  | 1  | 1  | 1  | 1  | 1  | 1  | 1  | 1  | 1  |
| Cortuluá             | 11 | 17 | 12 | 13 | 10 | 5  | 4  | 5  | 4  | 5  | 5  | 7  | 4  | 5  | 5  | 5  | 3  | 2  |
| Rionegro             | 4  | 10 | 3  | 3  | 1  | 1  | 1  | 1  | 1  | 2  | 3  | 6  | 3  | 4  | 2  | 2  | 2  | 3  |
| Sucre F. C.          | 6  | 3  | 1  | 1  | 2  | 4  | 2  | 4  | 6  | 3  | 4  | 2  | 2  | 3  | 4  | 4  | 6  | 4  |
| Uniautónoma          | 13 | 6  | 7  | 6  | 3  | 2  | 3  | 2  | 3  | 4  | 2  | 3  | 5  | 2  | 3  | 3  | 4  | 5  |
| Universitario        | 1  | 1  | 4  | 4  | 5  | 6  | 9  | 9  | 12 | 11 | 12 | 12 | 12 | 9  | 7  | 6  | 5  | 6  |
| Unión Magdalena      | 15 | 9  | 8  | 9  | 14 | 11 | 11 | 7  | 7  | 8  | 7  | 5  | 7  | 6  | 10 | 7  | 8  | 7  |
| Real Santander       | 16 | 7  | 14 | 7  | 12 | 8  | 8  | 6  | 5  | 6  | 6  | 4  | 6  | 7  | 6  | 8  | 10 | 8  |
| Fortaleza            | 18 | 13 | 17 | 17 | 17 | 15 | 15 | 13 | 9  | 9  | 9  | 10 | 9  | 9  | 9  | 10 | 7  | 9  |
| Valledupar F. C.     | 3  | 12 | 11 | 12 | 8  | 13 | 7  | 8  | 11 | 12 | 11 | 8  | 10 | 11 | 8  | 9  | 9  | 10 |
| Deportivo Pereira    | 17 | 5  | 6  | 8  | 13 | 9  | 10 | 10 | 8  | 7  | 8  | 9  | 8  | 8  | 11 | 11 | 11 | 11 |
| Bogotá F. C.         | 7  | 14 | 10 | 10 | 7  | 10 | 13 | 12 | 13 | 14 | 13 | 14 | 14 | 16 | 13 | 12 | 12 | 12 |
| Academia             | 9  | 2  | 5  | 5  | 6  | 7  | 6  | 11 | 10 | 10 | 10 | 11 | 11 | 12 | 14 | 14 | 13 | 13 |
| Depor Aguablanca     | 14 | 8  | 13 | 14 | 11 | 14 | 14 | 15 | 16 | 16 | 16 | 16 | 16 | 14 | 16 | 13 | 14 | 14 |
| Alianza Petrolera    | 8  | 15 | 15 | 15 | 15 | 16 | 16 | 16 | 15 | 13 | 14 | 13 | 13 | 13 | 15 | 16 | 17 | 15 |
| Atlético Bucaramanga | 2  | 11 | 9  | 11 | 9  | 12 | 12 | 14 | 14 | 15 | 15 | 15 | 15 | 15 | 12 | 15 | 15 | 16 |
| Barranquilla F. C.   | 10 | 16 | 18 | 18 | 18 | 18 | 17 | 17 | 17 | 17 | 17 | 17 | 17 | 17 | 17 | 17 | 16 | 17 |
| Expreso Rojo         | 12 | 18 | 16 | 16 | 16 | 17 | 18 | 18 | 18 | 18 | 18 | 18 | 18 | 18 | 18 | 18 | 18 | 18 |

#### Resultados
- La hora de cada encuentro corresponde al huso horario que rige a Colombia (UTC-5)

Nota: Los horarios y partidos de televisión se definen la semana previa a cada jornada. El canal FPC es el medio de difusión por televisión paga en DirecTV, SuperCable y los canales comunitarios de ComuTV autorizados por la Dimayor.
| Bogotá               | 1: 1 | Sucre             | Alfonso López (UN)             | 28 de enero   | 15:00 | Sin transmisión |
| Valledupar           | 1: 0 | Deportivo Pereira | Armando Maestre Pavajeau       | 28 de enero   | 15:30 | Sin transmisión |
| Rionegro             | 1: 0 | Unión Magdalena   | Alberto Grisales               | 28 de enero   | 19:00 | Sin transmisión |
| Universitario        | 2: 0 | Fortaleza         | Ciro López                     | 29 de enero   | 11:30 | Sin transmisión |
| Alianza Petrolera    | 0: 0 | Academia          | Daniel Villa Zapata            | 29 de enero   | 15:00 | Sin transmisión |
| Atlético Bucaramanga | 2: 1 | Depor             | Alfonso López                  | 29 de enero   | 15:30 | Sin transmisión |
| América de Cali      | 1: 0 | Real Santander    | Pascual Guerrero               | 30 de enero   | 20:00 | FPC             |
| Barranquilla         | 0: 2 | Uniautónoma       | Metropolitano Roberto Meléndez | 29 de febrero | 16:00 | Sin transmisión |
| Expreso Rojo         | 1: 2 | Cortuluá          | Luis Carlos Galán              | 29 de febrero | 19:30 | Sin transmisión |

| Uniautónoma       | 3: 0 | Valledupar           | Marcos Henríquez        | 4 de febrero | 15:00 | Sin transmisión |
| Academia          | 2: 0 | Atlético Bucaramanga | Compensar               | 4 de febrero | 15:30 | Sin transmisión |
| Real Santander    | 4: 1 | Bogotá               | Alfonso López           | 4 de febrero | 15:30 | Sin transmisión |
| Cortuluá          | 0: 1 | Universitario        | Doce de Octubre         | 4 de febrero | 20:00 | Sin transmisión |
| Sucre             | 1: 0 | Rionegro             | Arturo Cumplido Sierra  | 5 de febrero | 15:00 | Sin transmisión |
| Depor             | 2: 0 | Expreso Rojo         | Pascual Guerrero        | 5 de febrero | 15:30 | Sin transmisión |
| Deportivo Pereira | 4: 0 | Alianza Petrolera    | Hernán Ramírez Villegas | 5 de febrero | 15:30 | Sin transmisión |
| Unión Magdalena   | 2: 1 | Barranquilla         | Eduardo Santos          | 5 de febrero | 15:30 | Sin transmisión |
| Fortaleza         | 1: 1 | América de Cali      | Metropolitano de Techo  | 6 de febrero | 20:00 | FPC             |

| Bogotá               | 2: 1 | Fortaleza         | Alfonso López (UN)             | 11 de febrero | 15:00 | Sin transmisión |
| Barranquilla         | 0: 2 | Sucre             | Metropolitano Roberto Meléndez | 11 de febrero | 15:00 | Sin transmisión |
| Valledupar           | 0: 0 | Unión Magdalena   | Armando Maestre Pavajeau       | 11 de febrero | 15:30 | Sin transmisión |
| Rionegro             | 4: 0 | Real Santander    | Alberto Grisales               | 11 de febrero | 19:00 | Sin transmisión |
| Expreso Rojo         | 0: 0 | Academia          | Compensar                      | 11 de febrero | 19:30 | Sin transmisión |
| Cortuluá             | 4: 2 | Depor             | Doce de Octubre                | 11 de febrero | 20:00 | Sin transmisión |
| Alianza Petrolera    | 1: 1 | Uniautónoma       | Daniel Villa Zapata            | 12 de febrero | 15:00 | Sin transmisión |
| Atlético Bucaramanga | 2: 2 | Deportivo Pereira | Alfonso López                  | 12 de febrero | 15:30 | Sin transmisión |
| América de Cali      | 2: 0 | Universitario     | Pascual Guerrero               | 13 de febrero | 20:00 | FPC             |

| Fortaleza         | 2: 4 | Rionegro             | Municipal Los Zipas     | 18 de febrero | 15:00 | Sin transmisión |
| Academia          | 1: 0 | Cortuluá             | Compensar               | 18 de febrero | 15:30 | Sin transmisión |
| Unión Magdalena   | 1: 1 | Alianza Petrolera    | Eduardo Santos          | 18 de febrero | 15:30 | Sin transmisión |
| Real Santander    | 1: 0 | Barranquilla         | Alfonso López           | 18 de febrero | 15:30 | Sin transmisión |
| Uniautónoma       | 2: 0 | Atlético Bucaramanga | Polideportivo UAC       | 19 de febrero | 9:30  | Sin transmisión |
| Universitario     | 4: 2 | Depor                | Ciro López              | 19 de febrero | 11:30 | Sin transmisión |
| Sucre             | 2: 1 | Valledupar           | Arturo Cumplido Sierra  | 19 de febrero | 15:00 | Sin transmisión |
| América de Cali   | 2: 1 | Bogotá               | Pascual Guerrero        | 19 de febrero | 15:30 | Sin transmisión |
| Deportivo Pereira | 0: 0 | Expreso Rojo         | Hernán Ramírez Villegas | 20 de febrero | 20:00 | FPC             |

| Bogotá               | 3: 0 | Universitario     | Alfonso López (UN)             | 25 de febrero | 15:00 | Sin transmisión |
| Barranquilla         | 1: 1 | Fortaleza         | Metropolitano Roberto Meléndez | 25 de febrero | 15:00 | Sin transmisión |
| Valledupar           | 3: 1 | Real Santander    | Armando Maestre Pavajeau       | 25 de febrero | 15:30 | Sin transmisión |
| Rionegro             | 2: 1 | América de Cali   | Alberto Grisales               | 25 de febrero | 19:00 | Sin transmisión |
| Expreso Rojo         | 1: 2 | Uniautónoma       | Luis Carlos Galán              | 25 de febrero | 19:30 | Sin transmisión |
| Cortuluá             | 1: 0 | Deportivo Pereira | Doce de Octubre                | 25 de febrero | 20:00 | Sin transmisión |
| Alianza Petrolera    | 1: 1 | Sucre             | Daniel Villa Zapata            | 26 de febrero | 15:00 | Sin transmisión |
| Atlético Bucaramanga | 1: 0 | Unión Magdalena   | Alfonso López                  | 26 de febrero | 15:30 | Sin transmisión |
| Depor                | 2: 1 | Academia          | Pascual Guerrero               | 27 de febrero | 20:00 | FPC             |

| Uniautónoma       | 0: 1 | Cortuluá             | Marcos Henríquez        | 3 de marzo | 15:00 | Sin transmisión |
| Fortaleza         | 3: 2 | Valledupar           | Municipal Los Zipas     | 3 de marzo | 15:00 | Sin transmisión |
| Bogotá            | 3: 3 | Rionegro             | Alfonso López (UN)      | 3 de marzo | 15:00 | Sin transmisión |
| Deportivo Pereira | 2: 0 | Depor                | Hernán Ramírez Villegas | 3 de marzo | 15:30 | Sin transmisión |
| Real Santander    | 2: 0 | Alianza Petrolera    | Alfonso López           | 3 de marzo | 15:30 | Sin transmisión |
| Universitario     | 0: 0 | Academia             | Ciro López              | 4 de marzo | 11:30 | Sin transmisión |
| Sucre             | 1: 1 | Atlético Bucaramanga | Arturo Cumplido Sierra  | 4 de marzo | 15:00 | Sin transmisión |
| Unión Magdalena   | 2: 1 | Expreso Rojo         | Eduardo Santos          | 4 de marzo | 15:30 | Sin transmisión |
| América de Cali   | 1: 0 | Barranquilla         | Pascual Guerrero        | 5 de marzo | 20:00 | FPC             |

| Valledupar           | 2: 1 | América de Cali   | Armando Maestre Pavajeau       | 10 de marzo | 15:30 | Sin transmisión |
| Academia             | 2: 2 | Deportivo Pereira | Compensar                      | 10 de marzo | 15:30 | Sin transmisión |
| Rionegro             | 3: 1 | Universitario     | Alberto Grisales               | 10 de marzo | 19:00 | Sin transmisión |
| Expreso Rojo         | 0: 1 | Sucre             | Luis Carlos Galán              | 10 de marzo | 19:30 | Sin transmisión |
| Cortuluá             | 1: 1 | Unión Magdalena   | Doce de Octubre                | 10 de marzo | 20:00 | Sin transmisión |
| Alianza Petrolera    | 2: 2 | Fortaleza         | La Libertad                    | 11 de marzo | 15:00 | Sin transmisión |
| Atlético Bucaramanga | 1: 1 | Real Santander    | Alfonso López                  | 11 de marzo | 15:30 | Sin transmisión |
| Depor                | 0: 0 | Uniautónoma       | Pascual Guerrero               | 11 de marzo | 15:30 | Sin transmisión |
| Barranquilla         | 3: 0 | Bogotá            | Metropolitano Roberto Meléndez | 12 de marzo | 20:00 | FPC             |

| Uniautónoma     | 1: 0 | Academia             | Marcos Henríquez       | 17 de marzo | 15:00 | Sin transmisión |
| Fortaleza       | 1: 0 | Atlético Bucaramanga | Municipal Los Zipas    | 17 de marzo | 15:00 | Sin transmisión |
| Bogotá          | 1: 1 | Valledupar           | Alfonso López (UN)     | 17 de marzo | 15:00 | Sin transmisión |
| Real Santander  | 3: 0 | Expreso Rojo         | Alfonso López          | 17 de marzo | 15:30 | Sin transmisión |
| Rionegro        | 3: 0 | Barranquilla         | Alberto Grisales       | 17 de marzo | 19:00 | Sin transmisión |
| Universitario   | 1: 1 | Deportivo Pereira    | Ciro López             | 18 de marzo | 11:30 | Sin transmisión |
| Sucre           | 0: 0 | Cortuluá             | Arturo Cumplido Sierra | 18 de marzo | 13:30 | Sin transmisión |
| Unión Magdalena | 1: 0 | Depor                | Eduardo Santos         | 18 de marzo | 15:30 | Sin transmisión |
| América de Cali | 2: 0 | Alianza Petrolera    | Pascual Guerrero       | 19 de marzo | 20:00 | FPC             |

| Uniautónoma       | 2: 2 | Barranquilla         | Marcos Henríquez        | 24 de marzo | 15:00 | Sin transmisión |
| Academia          | 1: 1 | Bogotá               | Compensar               | 24 de marzo | 15:30 | Sin transmisión |
| Real Santander    | 1: 0 | Atlético Bucaramanga | Alfonso López           | 24 de marzo | 15:30 | Sin transmisión |
| Universitario     | 1: 2 | Cortuluá             | Ciro López              | 25 de marzo | 11:30 | Sin transmisión |
| Sucre             | 0: 2 | Alianza Petrolera    | Arturo Cumplido Sierra  | 25 de marzo | 15:00 | Sin transmisión |
| Fortaleza         | 3: 0 | Expreso Rojo         | Municipal Los Zipas     | 25 de marzo | 15:00 | Sin transmisión |
| Deportivo Pereira | 2: 0 | Rionegro             | Hernán Ramírez Villegas | 25 de marzo | 15:30 | Sin transmisión |
| Unión Magdalena   | 3: 1 | Valledupar           | Eduardo Santos          | 25 de marzo | 15:30 | Sin transmisión |
| Depor             | 0: 1 | América de Cali      | Pascual Guerrero        | 26 de marzo | 20:00 | FPC             |

| Barranquilla         | 0: 3 | Universitario   | Romelio Martínez         | 31 de marzo | 15:00 | Sin transmisión |
| Valledupar           | 3: 2 | Rionegro        | Armando Maestre Pavajeau | 31 de marzo | 15:00 | Sin transmisión |
| Alianza Petrolera    | 2: 0 | Bogotá          | Alfonso López            | 31 de marzo | 15:30 | Sin transmisión |
| Academia             | 2: 1 | Unión Magdalena | Compensar                | 31 de marzo | 15:30 | Sin transmisión |
| Expreso Rojo         | 0: 1 | Fortaleza       | Luis Carlos Galán        | 31 de marzo | 19:30 | Sin transmisión |
| Cortuluá             | 1: 1 | Real Santander  | Doce de Octubre          | 31 de marzo | 20:00 | Sin transmisión |
| Atlético Bucaramanga | 1: 3 | América de Cali | Alfonso López            | 1 de abril  | 15:30 | Sin transmisión |
| Depor                | 2: 3 | Sucre           | Pascual Guerrero         | 1 de abril  | 15:30 | Sin transmisión |
| Deportivo Pereira    | 3: 2 | Uniautónoma     | Hernán Ramírez Villegas  | 2 de abril  | 20:00 | FPC             |

| Barranquilla    | 2: 2 | Valledupar           | Romelio Martínez       | 7 de abril | 15:00 | Sin transmisión |
| Bogotá          | 2: 1 | Atlético Bucaramanga | Alfonso López (UN)     | 7 de abril | 15:00 | Sin transmisión |
| Fortaleza       | 2: 2 | Cortuluá             | Municipal Los Zipas    | 7 de abril | 15:00 | Sin transmisión |
| Real Santander  | 1: 1 | Depor                | Alfonso López          | 7 de abril | 15:30 | Sin transmisión |
| Rionegro        | 1: 1 | Alianza Petrolera    | Alberto Grisales       | 7 de abril | 19:00 | Sin transmisión |
| Universitario   | 0: 1 | Uniautónoma          | Ciro López             | 8 de abril | 11:30 | Sin transmisión |
| Sucre           | 1: 1 | Academia             | Arturo Cumplido Sierra | 8 de abril | 15:00 | Sin transmisión |
| Unión Magdalena | 1: 0 | Deportivo Pereira    | Eduardo Santos         | 8 de abril | 15:30 | Sin transmisión |
| América de Cali | 1: 0 | Expreso Rojo         | Pascual Guerrero       | 9 de abril | 20:00 | FPC             |

| Uniautónoma          | 3: 4 | Unión Magdalena | Marcos Henríquez         | 14 de abril | 15:00 | Sin transmisión |
| Valledupar           | 1: 0 | Universitario   | Armando Maestre Pavajeau | 14 de abril | 15:30 | Sin transmisión |
| Alianza Petrolera    | 0: 0 | Barranquilla    | Alfonso López            | 14 de abril | 15:30 | Sin transmisión |
| Academia             | 2: 3 | Real Santander  | Compensar                | 14 de abril | 15:30 | Sin transmisión |
| Expreso Rojo         | 1: 0 | Bogotá          | Luis Carlos Galán        | 14 de abril | 19:30 | Sin transmisión |
| Atlético Bucaramanga | 2: 1 | Rionegro        | Alfonso López            | 15 de abril | 15:30 | Sin transmisión |
| Cortuluá             | 0: 0 | América de Cali | Doce de Octubre          | 15 de abril | 15:30 | Sin transmisión |
| Depor                | 2: 1 | Fortaleza       | Pascual Guerrero         | 15 de abril | 16:00 | Sin transmisión |
| Deportivo Pereira    | 1: 2 | Sucre           | Hernán Ramírez Villegas  | 16 de abril | 20:00 | FPC             |

| Fortaleza       | 2: 1 | Academia             | Municipal Los Zipas            | 21 de abril | 15:00 | Sin transmisión |
| Bogotá          | 1: 3 | Cortuluá             | Alfonso López (UN)             | 21 de abril | 15:00 | Sin transmisión |
| Barranquilla    | 2: 1 | Atlético Bucaramanga | Metropolitano Roberto Meléndez | 21 de abril | 15:00 | Sin transmisión |
| Real Santander  | 1: 2 | Deportivo Pereira    | Alfonso López                  | 21 de abril | 15:30 | Sin transmisión |
| Valledupar      | 1: 1 | Alianza Petrolera    | Armando Maestre Pavajeau       | 21 de abril | 15:30 | Sin transmisión |
| Rionegro        | 2: 0 | Expreso Rojo         | Alberto Grisales               | 21 de abril | 19:00 | Sin transmisión |
| Universitario   | 3: 1 | Unión Magdalena      | Ciro López                     | 22 de abril | 11:30 | Sin transmisión |
| Sucre           | 1: 1 | Uniautónoma          | Arturo Cumplido Sierra         | 22 de abril | 15:00 | Sin transmisión |
| América de Cali | 4: 0 | Depor                | Pascual Guerrero               | 23 de abril | 20:00 | FPC             |

| Uniautónoma          | 1: 0 | Real Santander  | Marcos Henríquez          | 28 de abril | 15:00 | Sin transmisión |
| Alianza Petrolera    | 1: 2 | Universitario   | Alfonso López             | 28 de abril | 15:30 | Sin transmisión |
| Depor                | 2: 1 | Bogotá          | Pascual Guerrero          | 28 de abril | 15:30 | Sin transmisión |
| Unión Magdalena      | 0: 0 | Sucre           | Eduardo Santos            | 28 de abril | 15:30 | Sin transmisión |
| Expreso Rojo         | 2: 1 | Barranquilla    | Luis Carlos Galán         | 28 de abril | 19:30 | Sin transmisión |
| Atlético Bucaramanga | 2: 2 | Valledupar      | Alfonso López             | 29 de abril | 15:30 | Sin transmisión |
| Cortuluá             | 1: 1 | Rionegro        | Doce de Octubre           | 29 de abril | 15:30 | Sin transmisión |
| Deportivo Pereira    | 0: 0 | Fortaleza       | Hernán Ramírez Villegas   | 29 de abril | 15:30 | Sin transmisión |
| Academia             | 2: 3 | América de Cali | Nemesio Camacho El Campín | 30 de abril | 20:00 | FPC             |

| Fortaleza         | 2: 1        | Uniautónoma          | Municipal Los Zipas      | 5 de mayo | 15:00 | Sin transmisión |
| Bogotá            | 3: 2        | Academia             | Alfonso López (UN)       | 5 de mayo | 15:00 | Sin transmisión |
| Barranquilla      | 1: 0        | Cortuluá             | Romelio Martínez         | 5 de mayo | 15:00 | Sin transmisión |
| Real Santander    | 3: 1        | Unión Magdalena      | Alfonso López            | 5 de mayo | 15:30 | Sin transmisión |
| Valledupar        | 3: 0        | Expreso Rojo         | Armando Maestre Pavajeau | 5 de mayo | 15:30 | Sin transmisión |
| Rionegro          | 1: 0        | Depor                | Alberto Grisales         | 5 de mayo | 19:00 | Sin transmisión |
| Universitario     | 3: 0        | Sucre                | Ciro López               | 6 de mayo | 11:30 | Sin transmisión |
| Alianza Petrolera | 2: 4        | Atlético Bucaramanga | Alfonso López            | 7 de mayo | 20:00 | FPC             |
| América de Cali   | 3: 0 (W.O.) | Deportivo Pereira    |                          |           |       |                 |

| Academia             | 1: 1        | Rionegro          | Compensar                      | 12 de mayo | 15:30 | Sin transmisión |
| Expreso Rojo         | 2: 1        | Alianza Petrolera | Luis Carlos Galán              | 12 de mayo | 19:30 | Sin transmisión |
| Cortuluá             | 2: 1        | Valledupar        | Doce de Octubre                | 12 de mayo | 20:00 | Sin transmisión |
| Depor                | 3: 2        | Barranquilla      | Pascual Guerrero               | 13 de mayo | 15:30 | Sin transmisión |
| Atlético Bucaramanga | 0: 2        | Universitario     | Alfonso López                  | 13 de mayo | 15:30 | Sin transmisión |
| Unión Magdalena      | 3: 0 (W.O.) | Fortaleza         | Eduardo Santos                 | 13 de mayo | 15:30 | Sin transmisión |
| Sucre                | 2: 0        | Real Santander    | Arturo Cumplido Sierra         | 13 de mayo | 16:00 | Sin transmisión |
| Uniautónoma          | 3: 2        | América de Cali   | Metropolitano Roberto Meléndez | 14 de mayo | 20:00 | FPC             |
| Deportivo Pereira    | 0: 3 (W.O.) | Bogotá            |                                |            |       |                 |

| Bogotá               | 1: 1        | Uniautónoma       | Alfonso López (UN)       | 19 de mayo | 15:00 | Sin transmisión |
| Barranquilla         | 2: 1        | Academia          | Romelio Martínez         | 19 de mayo | 15:00 | Sin transmisión |
| Alianza Petrolera    | 0: 2        | Cortuluá          | Alfonso López            | 19 de mayo | 15:00 | Sin transmisión |
| Fortaleza            | 2: 1        | Sucre             | Municipal Los Zipas      | 19 de mayo | 15:00 | Sin transmisión |
| Valledupar           | 2: 2        | Depor             | Armando Maestre Pavajeau | 19 de mayo | 15:30 | Sin transmisión |
| Universitario        | 2: 1        | Real Santander    | Ciro López               | 20 de mayo | 11:30 | Sin transmisión |
| Atlético Bucaramanga | 0: 0        | Expreso Rojo      | Alfonso López            | 20 de mayo | 15:30 | Sin transmisión |
| América de Cali      | 3: 0        | Unión Magdalena   | Pascual Guerrero         | 21 de mayo | 20:00 | FPC             |
| Rionegro             | 3: 0 (W.O.) | Deportivo Pereira |                          |            |       |                 |

| Expreso Rojo      | 0: 0 | Universitario        | Luis Carlos Galán       | 26 de mayo | 15:30 | Sin transmisión |
| Cortuluá          | 2: 0 | Atlético Bucaramanga | Doce de Octubre         | 26 de mayo | 15:30 | Sin transmisión |
| Depor             | 2: 4 | Alianza Petrolera    | Pascual Guerrero        | 26 de mayo | 15:30 | Sin transmisión |
| Academia          | 3: 0 | Valledupar           | Compensar               | 26 de mayo | 15:30 | Sin transmisión |
| Deportivo Pereira | 2: 1 | Barranquilla         | Hernán Ramírez Villegas | 26 de mayo | 15:30 | Sin transmisión |
| Unión Magdalena   | 6: 0 | Bogotá               | Eduardo Santos          | 26 de mayo | 15:30 | Sin transmisión |
| Uniautónoma       | 1: 1 | Rionegro             | Marcos Henríquez        | 26 de mayo | 15:30 | Sin transmisión |
| Sucre             | 3: 2 | América de Cali      | Arturo Cumplido Sierra  | 26 de mayo | 15:30 | Sin transmisión |
| Real Santander    | 2: 1 | Fortaleza            | Alfonso López           | 26 de mayo | 15:30 | Sin transmisión |

### Cuadrangulares semifinales
- La hora de cada encuentro corresponde al huso horario que rige a Colombia (UTC-5)

Al finalizar la primera fase del torneo apertura —también denominada Todos contra todos—, se obtuvieron los ocho equipos con mayor puntaje. Para los cuadrangulares semifinales, los ocho equipos clasificados se dividieron en dos grupos, previamente sorteados, de igual número de participantes, de manera que los equipos que ocuparon el 1° y 2° puesto en la fase de todos contra todos, fueron ubicados en el Grupo A y Grupo B, respectivamente. Los otros seis clasificados, fueron debidamente sorteados, de manera que los equipos, se emparejaron de esta manera: 3° y 4°; 5° y 6°; 7° y 8°, cada equipo de tales emparejamientos se situó en un grupo cada uno.
Tras tener cada grupo formado con sus cuatro equipos participantes, se llevaron a cabo enfrentamientos con el formato todos contra todos, a ida y vuelta, dando como resultado 6 fechas en disputa. Cabe resaltar que en caso de empate en puntos, no se desempata por la diferencia de gol sino que se desempata según la posición que tomó cada equipo en la fase de todos contra todos, teniendo así ventaja los equipos mejor ubicados en la tabla. La ubicación de cada equipo en los cuadrangulares se definió en el sorteo realizado por la División Mayor del Fútbol Colombiano, el 26 de mayo.
|  |                                              |
|  | Clasificados a la final del Torneo Apertura. |
|  | Eliminados.                                  |

#### Grupo A
| Pos. | Equipos            | PJ | PG | PE | PP | GF | GC | Dif. | Pts. |
| ---- | ------------------ | -- | -- | -- | -- | -- | -- | ---- | ---- |
| 1.   | América de Cali    | 6  | 4  | 2  | 0  | 14 | 6  | 8    | 14   |
| 2.   | Deportivo Rionegro | 6  | 2  | 3  | 1  | 11 | 8  | 3    | 9    |
| 3.   | Universitario      | 6  | 2  | 0  | 4  | 7  | 9  | -2   | 6    |
| 4.   | Real Santander     | 6  | 1  | 1  | 4  | 10 | 19 | -9   | 4    |

| Equipos            | AME | RIO | UNI | RSA |
| ------------------ | --- | --- | --- | --- |
| América de Cali    |     | 1:1 | 4:0 | 5:3 |
| Deportivo Rionegro | 0:0 |     | 3:0 | 5:2 |
| Universitario      | 0:1 | 3:0 |     | 4:0 |
| Real Santander     | 2:3 | 2:2 | 1:0 |     |

| Primera | Rionegro        | 3: 0 | Universitario   | Alberto Grisales | 30 de mayo  | 19:00 | Sin transmisión |
| Primera | Real Santander  | 2: 3 | América de Cali | Alfonso López    | 30 de mayo  | 20:00 | FPC             |
| Segunda | Universitario   | 4: 0 | Real Santander  | Ciro López       | 3 de junio  | 11:30 | Sin transmisión |
| Segunda | América de Cali | 1: 1 | Rionegro        | Pascual Guerrero | 3 de junio  | 13:30 | FPC             |
| Tercera | Rionegro        | 5: 2 | Real Santander  | Alberto Grisales | 9 de junio  | 20:00 | FPC             |
| Tercera | Universitario   | 0: 1 | América de Cali | Ciro López       | 10 de junio | 11:30 | Sin transmisión |
| Cuarta  | Real Santander  | 2: 2 | Rionegro        | Alfonso López    | 13 de junio | 15:30 | FPC             |
| Cuarta  | América de Cali | 4: 0 | Universitario   | Pascual Guerrero | 13 de junio | 20:00 | Sin transmisión |
| Quinta  | Real Santander  | 1: 0 | Universitario   | Alfonso López    | 16 de junio | 15:30 | Sin transmisión |
| Quinta  | Rionegro        | 0: 0 | América de Cali | Alberto Grisales | 16 de junio | 19:00 | Sin transmisión |
| Sexta   | Universitario   | 3: 0 | Rionegro        | Ciro López       | 23 de junio | 15:30 | Sin transmisión |
| Sexta   | América de Cali | 5: 3 | Real Santander  | Pascual Guerrero | 23 de junio | 15:30 | FPC             |

#### Grupo B
| Pos. | Equipos         | PJ | PG | PE | PP | GF | GC | Dif. | Pts. |
| ---- | --------------- | -- | -- | -- | -- | -- | -- | ---- | ---- |
| 1.   | Unión Magdalena | 6  | 3  | 2  | 1  | 9  | 5  | 4    | 11   |
| 2.   | Uniautónoma     | 6  | 2  | 2  | 2  | 7  | 7  | 0    | 8    |
| 3.   | Sucre F. C.     | 6  | 2  | 1  | 3  | 5  | 6  | -1   | 7    |
| 4.   | Cortuluá        | 6  | 1  | 3  | 2  | 7  | 10 | -3   | 6    |

| Equipos         | COR | SUC | UAC | MAG |
| --------------- | --- | --- | --- | --- |
| Cortuluá        |     | 3:2 | 2:2 | 1:1 |
| Sucre F. C.     | 0:0 |     | 1:2 | 1:0 |
| Uniatónoma      | 1:0 | 0:1 |     | 1:1 |
| Unión Magdalena | 4:1 | 1:0 | 2:1 |     |

| Primera | Unión Magdalena | 2: 1 | Uniautónoma     | Eduardo Santos         | 30 de mayo  | 19:30 | Sin transmisión |
| Primera | Sucre           | 0: 0 | Cortuluá        | Arturo Cumplido Sierra | 30 de mayo  | 19:30 | Sin transmisión |
| Segunda | Uniautónoma     | 0: 1 | Sucre           | Polideportivo UAC      | 2 de junio  | 15:00 | Sin transmisión |
| Segunda | Cortuluá        | 1: 1 | Unión Magdalena | Doce de Octubre        | 2 de junio  | 20:00 | Sin transmisión |
| Tercera | Uniautónoma     | 1: 0 | Cortuluá        | Marcos Henríquez       | 9 de junio  | 15:00 | Sin transmisión |
| Tercera | Unión Magdalena | 1: 0 | Sucre           | Eduardo Santos         | 9 de junio  | 19:30 | Sin transmisión |
| Cuarta  | Cortuluá        | 2: 2 | Uniautónoma     | Doce de Octubre        | 13 de junio | 20:00 | Sin transmisión |
| Cuarta  | Sucre           | 1: 0 | Unión Magdalena | Arturo Cumplido Sierra | 13 de junio | 20:00 | Sin transmisión |
| Quinta  | Unión Magdalena | 4: 1 | Cortuluá        | Eduardo Santos         | 16 de junio | 15:30 | FPC             |
| Quinta  | Sucre           | 1: 2 | Uniautónoma     | Arturo Cumplido Sierra | 16 de junio | 19:30 | Sin transmisión |
| Sexta   | Uniautónoma     | 1: 1 | Unión Magdalena | Marcos Henríquez       | 23 de junio | 15:30 | Sin transmisión |
| Sexta   | Cortuluá        | 3: 2 | Sucre           | Doce de Octubre        | 23 de junio | 15:30 | Sin transmisión |

### Final
La final del Torneo Apertura, se jugó los días 27 de junio y 2 de julio entre América de Cali y Unión Magdalena, clasificados como primeros del Grupo A y Grupo B, respectivamente. Disputaron la final, a una serie de dos partidos, de ida y vuelta. El ganador no garantiza el ascenso directo, ya que la final únicamente sirvió para definir al primer finalista del año, que aseguró su oportunidad de jugar la serie de promoción.
| 27 de junio de 2012, 20:00 (UTC-5) - DirecTV / SuperCable | Unión Magdalena | 1:1 (0:1) | América de Cali | Estadio Eduardo Santos, Santa Marta                       |                                                           |
|                                                           | Mosquera 60'    | Reporte   | Trujillo 12'    | Asistencia: 12.000 espectadores Árbitro(s): Wilmar Roldán | Asistencia: 12.000 espectadores Árbitro(s): Wilmar Roldán |

| 3 de julio de 2012, 20:00 (UTC-5) - DirecTV / SuperCable | América de Cali                                            | 1:1 (0:0) (5:4 p.)         | Unión Magdalena                                           | Estadio Olímpico Pascual Guerrero, Cali                  |                                                          |
|                                                          | Arango 57'                                                 | Reporte                    | Silvera 74'                                               | Asistencia: 38.648 espectadores Árbitro(s): Adrián Vélez | Asistencia: 38.648 espectadores Árbitro(s): Adrián Vélez |
|                                                          |                                                            | Tiros desde el punto penal |                                                           |                                                          |                                                          |
|                                                          | Schenone · Romero · Viáfara · Mendoza · Arango · Lalinde · |                            | Domeneghini · Carrillo · Cortés · Silvera · Arnedo · Fula |                                                          |                                                          |

### Goleadores
| Jugador               | Equipo             | Goles |
| --------------------- | ------------------ | ----- |
| Jefferson Duque       | Deportivo Rionegro | 20    |
| Sergio Esteban Romero | Real Santander     | 12    |
| Michael Barrios       | Uniautónoma        | 12    |
| Paulo César Arango    | América de Cali    | 11    |
| Luis Ferney Ríos      | Real Santander     | 10    |
| Yuberney Franco       | Uniautónoma        | 10    |
| Carlos Rodas          | Cortuluá           | 9     |
| Juan Manuel Quevedo   | Unión Magdalena    | 9     |
| Óscar Santos          | Valledupar         | 9     |

## Torneo Finalización

### Todos contra todos
Al igual que en el Torneo Apertura, en la primera fase del Torneo Finalización, se jugarán partidos con el sistema de todos contra todos, teniendo en cuenta que cada equipo repetirá rival en la Fecha 9, debido a que esta es la fecha de los clásicos regionales. Así, esta fase del torneo sumará 18 fechas jugadas, y como resultado dará a los ocho equipos, con más puntaje, que clasificaron a la siguiente fase, los cuadrangulares semifinales.

#### Clasificación
| Pos. | Equipos              | PJ | PG | PE | PP | GF | GC | Dif. | Pts. |
| ---- | -------------------- | -- | -- | -- | -- | -- | -- | ---- | ---- |
| 1.   | Deportivo Pereira    | 18 | 13 | 4  | 1  | 37 | 14 | 23   | 43   |
| 2.   | Alianza Petrolera    | 18 | 10 | 4  | 4  | 35 | 18 | 17   | 34   |
| 3.   | América de Cali      | 18 | 10 | 4  | 4  | 31 | 18 | 13   | 34   |
| 4.   | Deportivo Rionegro   | 18 | 9  | 4  | 5  | 25 | 19 | 6    | 31   |
| 5.   | Universitario        | 18 | 9  | 3  | 6  | 20 | 21 | -1   | 30   |
| 6.   | Cortuluá             | 18 | 8  | 5  | 5  | 27 | 25 | 2    | 29   |
| 7.   | Uniautónoma          | 18 | 6  | 9  | 3  | 23 | 20 | 3    | 27   |
| 8.   | Atlético Bucaramanga | 18 | 8  | 3  | 7  | 22 | 24 | -2   | 27   |
| 9.   | Valledupar F. C.     | 18 | 6  | 7  | 5  | 15 | 12 | 3    | 25   |
| 10.  | Sucre F. C.          | 18 | 7  | 4  | 7  | 19 | 22 | -3   | 25   |
| 11.  | Bogotá F. C.         | 18 | 7  | 2  | 9  | 22 | 30 | -8   | 23   |
| 12.  | Unión Magdalena      | 18 | 6  | 3  | 9  | 19 | 20 | -2   | 21   |
| 13.  | Depor Aguablanca     | 18 | 4  | 7  | 7  | 22 | 25 | -3   | 19   |
| 14.  | Fortaleza            | 18 | 5  | 4  | 9  | 14 | 18 | -4   | 19   |
| 15.  | Expreso Rojo         | 18 | 4  | 4  | 10 | 12 | 18 | -6   | 16   |
| 16.  | Real Santander       | 18 | 4  | 4  | 10 | 22 | 31 | -9   | 16   |
| 17.  | Barranquilla F. C.   | 18 | 4  | 3  | 11 | 22 | 37 | -15  | 15   |
| 18.  | Llaneros             | 18 | 3  | 4  | 11 | 11 | 26 | -15  | 13   |

|  |                                                |
|  | Clasificados a los cuadrangulares semifinales. |
|  | Eliminados.                                    |

##### Evolución de la clasificación
| Equipo / Fecha       | 01 | 02 | 03 | 04 | 05 | 06 | 07 | 08 | 09 | 10 | 11 | 12 | 13 | 14 | 15 | 16 | 17 | 18 |
| -------------------- | -- | -- | -- | -- | -- | -- | -- | -- | -- | -- | -- | -- | -- | -- | -- | -- | -- | -- |
| Deportivo Pereira    | 2  | 3  | 3  | 2  | 1  | 1  | 1  | 1  | 1  | 2  | 2  | 1  | 1  | 1  | 1  | 1  | 1  | 1  |
| Alianza Petrolera    | 5  | 6  | 2  | 7  | 2  | 2  | 2  | 2  | 2  | 1  | 1  | 2  | 2  | 2  | 2  | 2  | 2  | 2  |
| América de Cali      | 6  | 1  | 5  | 8  | 5  | 3  | 4  | 4  | 6  | 3  | 3  | 4  | 3  | 3  | 3  | 4  | 3  | 3  |
| Deportivo Rionegro   | 13 | 8  | 13 | 10 | 13 | 13 | 10 | 9  | 7  | 4  | 6  | 9  | 4  | 4  | 4  | 3  | 4  | 4  |
| Universitario        | 7  | 2  | 14 | 11 | 8  | 7  | 5  | 6  | 10 | 8  | 8  | 7  | 7  | 5  | 6  | 5  | 6  | 5  |
| Cortuluá             | 1  | 9  | 1  | 1  | 3  | 4  | 11 | 10 | 5  | 10 | 5  | 5  | 6  | 7  | 5  | 6  | 5  | 6  |
| Uniautónoma          | 12 | 12 | 16 | 15 | 14 | 14 | 12 | 11 | 13 | 12 | 12 | 11 | 8  | 8  | 9  | 8  | 7  | 7  |
| Atlético Bucaramanga | 9  | 11 | 9  | 3  | 7  | 10 | 9  | 7  | 4  | 6  | 4  | 3  | 5  | 6  | 8  | 9  | 9  | 8  |
| Valledupar F. C.     | 17 | 15 | 7  | 12 | 12 | 9  | 8  | 12 | 9  | 11 | 9  | 8  | 10 | 9  | 10 | 10 | 10 | 9  |
| Sucre F. C.          | 3  | 4  | 4  | 5  | 9  | 6  | 3  | 5  | 8  | 5  | 7  | 10 | 11 | 10 | 7  | 7  | 8  | 10 |
| Bogotá F. C.         | 16 | 10 | 6  | 4  | 6  | 8  | 6  | 3  | 3  | 7  | 10 | 12 | 12 | 13 | 11 | 11 | 11 | 11 |
| Unión Magdalena      | 4  | 7  | 12 | 9  | 4  | 5  | 7  | 8  | 11 | 9  | 11 | 6  | 9  | 11 | 12 | 12 | 14 | 12 |
| Depor Aguablanca     | 11 | 16 | 15 | 16 | 16 | 15 | 16 | 13 | 12 | 13 | 13 | 13 | 13 | 12 | 13 | 13 | 12 | 13 |
| Fortaleza            | 8  | 14 | 11 | 14 | 11 | 12 | 14 | 15 | 16 | 14 | 15 | 15 | 16 | 17 | 16 | 16 | 16 | 14 |
| Expreso Rojo         | 18 | 18 | 17 | 17 | 18 | 18 | 18 | 17 | 14 | 16 | 16 | 17 | 17 | 18 | 17 | 15 | 15 | 15 |
| Real Santander       | 15 | 17 | 10 | 13 | 15 | 16 | 15 | 16 | 17 | 15 | 14 | 14 | 15 | 15 | 14 | 14 | 13 | 16 |
| Barranquilla F. C.   | 10 | 5  | 8  | 6  | 10 | 11 | 13 | 14 | 15 | 17 | 17 | 18 | 18 | 16 | 18 | 18 | 17 | 17 |
| Llaneros             | 14 | 13 | 18 | 18 | 17 | 17 | 17 | 18 | 18 | 18 | 18 | 16 | 14 | 14 | 15 | 17 | 18 | 18 |

#### Resultados
- La hora de cada encuentro corresponde al huso horario que rige a Colombia (UTC-5)

Nota: Los horarios y partidos de televisión se definen la semana previa a cada jornada. El canal FPC es el medio de difusión por televisión paga en DirecTV, SuperCable y los canales comunitarios de ComuTV autorizados por la Dimayor.
| Fortaleza         | 3: 0 (W.O.) | Universitario        | Municipal Los Zipas     | 21 de julio | 15:00 | Sin transmisión |
| Real Santander    | 0: 1        | América de Cali      | Alfonso López           | 21 de julio | 15:30 | Sin transmisión |
| Cortuluá          | 3: 0        | Expreso Rojo         | Doce de Octubre         | 21 de julio | 20:00 | Sin transmisión |
| Sucre             | 2: 0        | Bogotá               | Arturo Cumplido Sierra  | 22 de julio | 15:00 | Sin transmisión |
| Unión Magdalena   | 2: 1        | Rionegro             | Eduardo Santos          | 22 de julio | 15:30 | Sin transmisión |
| Llaneros          | 0: 3 (W.O.) | Alianza Petrolera    | Compensar               | 22 de julio | 15:30 | Sin transmisión |
| Deportivo Pereira | 2: 0        | Valledupar           | Hernán Ramírez Villegas | 23 de julio | 20:00 | FPC             |
| Uniautónoma       | 0: 0        | Barranquilla         | Marcos Henríquez        | 1 de agosto | 15:00 | Sin transmisión |
| Depor             | 1: 2        | Atlético Bucaramanga | Pascual Guerrero        | 1 de agosto | 20:00 | Sin transmisión |

| Universitario        | 3: 0        | Cortuluá          | Ciro López               | 25 de julio      | 15:00 | Sin transmisión |
| Barranquilla         | 3: 2        | Unión Magdalena   | Romelio Martínez         | 25 de julio      | 15:00 | Sin transmisión |
| Bogotá               | 1: 0        | Real Santander    | Metropolitano de Techo   | 25 de julio      | 15:00 | Sin transmisión |
| Rionegro             | 2: 1        | Sucre             | Alberto Grisales         | 25 de julio      | 19:30 | Sin transmisión |
| Atlético Bucaramanga | 3: 0 (W.O.) | Llaneros          | Alfonso López            | 25 de julio      | 20:00 | Sin transmisión |
| Valledupar           | 0: 0        | Uniautónoma       | Armando Maestre Pavajeau | 26 de julio      | 19:30 | Sin transmisión |
| América de Cali      | 3: 1        | Fortaleza         | Pascual Guerrero         | 26 de julio      | 20:00 | FPC             |
| Alianza Petrolera    | 1: 1        | Deportivo Pereira | Diego Palacios           | 8 de agosto      | 15:00 | Sin transmisión |
| Expreso Rojo         | 1: 1        | Depor             | Luis Carlos Galán        | 12 de septiembre | 15:00 | Sin transmisión |

| Uniautónoma       | 1: 4 | Alianza Petrolera    | Marcos Henríquez        | 28 de julio     | 15:00 | Sin transimsión |
| Real Santander    | 2: 0 | Rionegro             | Alfonso López           | 28 de julio     | 15:30 | Sin transimsión |
| Universitario     | 1: 0 | América de Cali      | Ciro López              | 29 de julio     | 11:00 | Sin transimsión |
| Fortaleza         | 0: 2 | Bogotá               | Municipal Los Zipas     | 29 de julio     | 15:30 | Sin transimsión |
| Sucre             | 2: 1 | Barranquilla         | Arturo Cumplido Sierra  | 29 de julio     | 15:30 | Sin transimsión |
| Depor             | 2: 2 | Cortuluá             | Pascual Guerrero        | 29 de julio     | 15:30 | Sin transimsión |
| Unión Magdalena   | 0: 1 | Valledupar           | Eduardo Santos          | 30 de julio     | 19:30 | Sin transimsión |
| Deportivo Pereira | 3: 0 | Atlético Bucaramanga | Hernán Ramírez Villegas | 30 de julio     | 20:00 | FPC             |
| Llaneros          | 1: 0 | Expreso Rojo         | La Esperanza            | 5 de septiembre | 15:30 | Sin transmisión |

| Expreso Rojo         | 0: 1 | Deportivo Pereira | Luis Carlos Galán        | 4 de agosto | 15:00 | Sin transmisión |
| Barranquilla         | 2: 1 | Real Santander    | Romelio Martínez         | 4 de agosto | 15:00 | Sin transmisión |
| Valledupar           | 0: 0 | Sucre             | Armando Maestre Pavajeau | 4 de agosto | 15:30 | Sin transmisión |
| Rionegro             | 1: 0 | Fortaleza         | Alberto Grisales         | 4 de agosto | 19:00 | Sin transmisión |
| Cortuluá             | 1: 0 | Llaneros          | Doce de Octubre          | 4 de agosto | 20:00 | Sin transmisión |
| Alianza Petrolera    | 1: 2 | Unión Magdalena   | Diego Palacios           | 5 de agosto | 15:00 | Sin transmisión |
| Depor                | 0: 2 | Universitario     | Pascual Guerrero         | 5 de agosto | 15:30 | Sin transmisión |
| Atlético Bucaramanga | 2: 0 | Uniautónoma       | Alfonso López            | 5 de agosto | 15:30 | Sin transmisión |
| Bogotá               | 2: 1 | América de Cali   | Metropolitano de Techo   | 6 de agosto | 19:45 | FPC             |

| Fortaleza         | 3: 1 | Barranquilla         | Municipal Los Zipas     | 11 de agosto | 15:00 | Sin transmisión |
| Uniautónoma       | 1: 0 | Expreso Rojo         | Marcos Henríquez        | 11 de agosto | 15:00 | Sin transmisión |
| Sucre             | 1: 2 | Alianza Petrolera    | Arturo Cumplido Sierra  | 11 de agosto | 19:00 | Sin transmisión |
| Universitario     | 1: 0 | Bogotá               | Ciro López              | 12 de agosto | 11:30 | Sin transmisión |
| Real Santander    | 1: 1 | Valledupar           | Alfonso López           | 12 de agosto | 15:30 | Sin transmisión |
| Unión Magdalena   | 3: 0 | Atlético Bucaramanga | Eduardo Santos          | 12 de agosto | 15:30 | Sin transmisión |
| Deportivo Pereira | 4: 1 | Cortuluá             | Hernán Ramírez Villegas | 12 de agosto | 15:30 | Sin transmisión |
| Llaneros          | 0: 0 | Depor                | La Esperanza            | 12 de agosto | 15:30 | Sin transmisión |
| América de Cali   | 2: 0 | Rionegro             | Pascual Guerrero        | 13 de agosto | 19:45 | FPC             |

| Expreso Rojo         | 0: 0 | Unión Magdalena   | Luis Carlos Galán              | 15 de agosto     | 15:00 | Sin transmisión |
| Alianza Petrolera    | 2: 1 | Real Santander    | Diego Palacios                 | 15 de agosto     | 15:00 | Sin transmisión |
| Llaneros             | 1: 1 | Universitario     | La Esperanza                   | 15 de agosto     | 15:30 | Sin transmisión |
| Barranquilla         | 0: 1 | América de Cali   | Metropolitano Roberto Meléndez | 15 de agosto     | 17:30 | Sin transmisión |
| Depor                | 1: 0 | Deportivo Pereira | Pascual Guerrero               | 15 de agosto     | 19:30 | Sin transmisión |
| Valledupar           | 1: 0 | Fortaleza         | Armando Maestre Pavajeau       | 15 de agosto     | 19:30 | Sin transmisión |
| Cortuluá             | 1: 1 | Uniautónoma       | Doce de Octubre                | 15 de agosto     | 20:00 | Sin transmisión |
| Atlético Bucaramanga | 0: 2 | Sucre             | Alfonso López                  | 15 de agosto     | 20:00 | Sin transmisión |
| Rionegro             | 1: 0 | Bogotá            | Alberto Grisales               | 19 de septiembre | 19:00 | Sin transmisión |

| Fortaleza         | 0: 3 | Alianza Petrolera    | Municipal Los Zipas     | 18 de agosto | 15:00 | Sin transmisión |
| Uniautónoma       | 2: 1 | Depor                | Marcos Henríquez        | 18 de agosto | 15:00 | Sin transmisión |
| Bogotá            | 2: 1 | Barranquilla         | Luis Carlos Galán       | 18 de agosto | 15:30 | Sin transmisión |
| América de Cali   | 1: 1 | Valledupar           | Pascual Guerrero        | 18 de agosto | 15:30 | Sin transmisión |
| Universitario     | 1: 3 | Rionegro             | Ciro López              | 19 de agosto | 11:30 | Sin transmisión |
| Real Santander    | 1: 1 | Atlético Bucaramanga | Alfonso López           | 19 de agosto | 15:30 | Sin transmisión |
| Sucre             | 2: 1 | Expreso Rojo         | Arturo Cumplido Sierra  | 19 de agosto | 15:30 | Sin transmisión |
| Unión Magdalena   | 1: 1 | Cortuluá             | Eduardo Santos          | 19 de agosto | 15:30 | Sin transmisión |
| Deportivo Pereira | 4: 0 | Llaneros             | Hernán Ramírez Villegas | 20 de agosto | 19:45 | FPC             |

| Expreso Rojo         | 4: 0 | Real Santander  | Luis Carlos Galán        | 25 de agosto | 15:00 | Sin transmisión |
| Barranquilla         | 2: 4 | Rionegro        | Romelio Martínez         | 25 de agosto | 15:00 | Sin transmisión |
| Cortuluá             | 1: 0 | Sucre           | Doce de Octubre          | 25 de agosto | 20:00 | Sin transmisión |
| Deportivo Pereira    | 4: 1 | Universitario   | Hernán Ramírez Villegas  | 26 de agosto | 15:30 | Sin transmisión |
| Atlético Bucaramanga | 1: 0 | Fortaleza       | Alfonso López            | 26 de agosto | 15:30 | Sin transmisión |
| Alianza Petrolera    | 1: 1 | América de Cali | Polideportivo Sur        | 26 de agosto | 15:30 | Sin transmisión |
| Valledupar           | 0: 1 | Bogotá          | Armando Maestre Pavajeau | 26 de agosto | 15:30 | Sin transmisión |
| Llaneros             | 1: 2 | Uniautónoma     | La Esperanza             | 27 de agosto | 11:00 | Sin transmisión |
| Depor                | 1: 1 | Unión Magdalena | Pascual Guerrero         | 27 de agosto | 19:45 | FPC             |

| Expreso Rojo         | 1: 0 | Fortaleza         | Luis Carlos Galán        | 29 de agosto     | 15:00 | Sin transmisión |
| Alianza Petrolera    | 3: 0 | Sucre             | Diego Palacios           | 29 de agosto     | 15:00 | Sin transmisión |
| Rionegro             | 1: 1 | Deportivo Pereira | Alberto Grisales         | 29 de agosto     | 19:00 | Sin transmisión |
| Valledupar           | 1: 0 | Unión Magdalena   | Armando Maestre Pavajeau | 29 de agosto     | 19:30 | Sin transmisión |
| Atlético Bucaramanga | 3: 1 | Real Santander    | Alfonso López            | 29 de agosto     | 20:00 | Sin transmisión |
| Cortuluá             | 1: 0 | Universitario     | Doce de Octubre          | 29 de agosto     | 20:00 | Sin transmisión |
| Bogotá               | 1: 1 | Llaneros          | Metropolitano de Techo   | 30 de agosto     | 15:30 | Sin transmisión |
| América de Cali      | 1: 2 | Depor             | Pascual Guerrero         | 30 de agosto     | 19:45 | FPC             |
| Barranquilla         | 1: 3 | Uniautónoma       | Romelio Martínez         | 12 de septiembre | 15:00 | Sin transmisión |

| Fortaleza       | 2: 0 | Expreso Rojo         | Municipal Los Zipas    | 1 de septiembre | 15:00 | Sin transmisión |
| Uniautónoma     | 2: 2 | Deportivo Pereira    | Marcos Henríquez       | 1 de septiembre | 15:00 | Sin transmisión |
| Real Santander  | 2: 1 | Cortuluá             | Alfonso López          | 1 de septiembre | 15:30 | Sin transmisión |
| Rionegro        | 1: 0 | Valledupar           | Alberto Grisales       | 1 de septiembre | 19:00 | Sin transmisión |
| Universitario   | 2: 1 | Barranquilla         | Ciro López             | 2 de septiembre | 11:30 | Sin transmisión |
| Bogotá          | 2: 5 | Alianza Petrolera    | Metropolitano de Techo | 2 de septiembre | 15:00 | Sin transmisión |
| Sucre           | 2: 1 | Depor                | Arturo Cumplido Sierra | 2 de septiembre | 15:30 | Sin transmisión |
| Unión Magdalena | 1: 0 | Llaneros             | Eduardo Santos         | 2 de septiembre | 15:30 | Sin transmisión |
| América de Cali | 1: 0 | Atlético Bucaramanga | Pascual Guerrero       | 3 de septiembre | 19:45 | FPC             |

| Alianza Petrolera    | 0: 0 | Rionegro        | Diego Palacios            | 8 de septiembre  | 15:00 | Sin transmisión |
| Uniautónoma          | 1: 1 | Universitario   | Marcos Henríquez          | 8 de septiembre  | 15:00 | Sin transmisión |
| Valledupar           | 4: 1 | Barranquilla    | Armando Maestre Pavajeau  | 8 de septiembre  | 15:30 | Sin transmisión |
| Cortuluá             | 3: 1 | Fortaleza       | Doce de Octubre           | 8 de septiembre  | 20:00 | Sin transmisión |
| Llaneros             | 0: 0 | Sucre           | La Esperanza              | 9 de septiembre  | 15:30 | Sin transmisión |
| Depor                | 1: 4 | Real Santander  | Pascual Guerrero          | 9 de septiembre  | 15:30 | Sin transmisión |
| Expreso Rojo         | 1: 2 | América de Cali | Nemesio Camacho El Campín | 9 de septiembre  | 15:30 | Sin transmisión |
| Atlético Bucaramanga | 2: 1 | Bogotá          | Alfonso López             | 9 de septiembre  | 15:30 | Sin transmisión |
| Deportivo Pereira    | 2: 1 | Unión Magdalena | Hernán Ramírez Villegas   | 10 de septiembre | 19:45 | FPC             |

| Fortaleza       | 1: 1 | Depor                | Municipal Los Zipas    | 15 de septiembre | 15:00 | Sin transmisión |
| Barranquilla    | 3: 3 | Alianza Petrolera    | Romelio Martínez       | 15 de septiembre | 15:00 | Sin transmisión |
| Rionegro        | 1: 2 | Atlético Bucaramanga | Alberto Grisales       | 15 de septiembre | 19:00 | Sin transmisión |
| Universitario   | 1: 1 | Valledupar           | Ciro López             | 16 de septiembre | 11:30 | Sin transmisión |
| Bogotá          | 1: 1 | Expreso Rojo         | Metropolitano de Techo | 16 de septiembre | 15:00 | Sin transmisión |
| Sucre           | 0: 1 | Deportivo Pereira    | Arturo Cumplido Sierra | 16 de septiembre | 15:30 | Sin transmisión |
| Unión Magdalena | 1: 0 | Uniautónoma          | Eduardo Santos         | 16 de septiembre | 15:30 | Sin transmisión |
| América de Cali | 3: 3 | Cortuluá             | Pascual Guerrero       | 17 de septiembre | 19:45 | FPC             |
| Real Santander  | 0: 2 | Llaneros             | Alfonso López          | 18 de septiembre | 15:30 | Sin transmisión |

| Alianza Petrolera    | 2: 0 | Valledupar      | Diego Palacios          | 19 de septiembre | 15:00 | Sin transmisión |
| Expreso Rojo         | 1: 2 | Rionegro        | Luis Carlos Galán       | 22 de septiembre | 15:00 | Sin transmisión |
| Uniautónoma          | 2: 0 | Sucre           | Marcos Henríquez        | 22 de septiembre | 15:30 | Sin transmisión |
| Atlético Bucaramanga | 1: 1 | Barranquilla    | Alfonso López           | 22 de septiembre | 15:30 | Sin transmisión |
| Cortuluá             | 3: 1 | Bogotá          | Doce de Octubre         | 22 de septiembre | 20:00 | Sin transmisión |
| Unión Magdalena      | 1: 2 | Universitario   | Eduardo Santos          | 23 de septiembre | 15:30 | Sin transmisión |
| Llaneros             | 1: 0 | Fortaleza       | La Esperanza            | 23 de septiembre | 15:30 | Sin transmisión |
| Depor                | 1: 3 | América de Cali | Pascual Guerrero        | 23 de septiembre | 15:30 | Sin transmisión |
| Deportivo Pereira    | 4: 2 | Real Santander  | Hernán Ramírez Villegas | 24 de septiembre | 19:45 | FPC             |

| Bogotá          | 0: 3 | Depor                | Metropolitano de Techo   | 26 de septiembre | 15:00 | Sin transmisión |
| Universitario   | 1: 0 | Alianza Petrolera    | Ciro López               | 26 de septiembre | 15:00 | Sin transmisión |
| Barranquilla    | 1: 0 | Expreso Rojo         | Romelio Martínez         | 26 de septiembre | 15:00 | Sin transmisión |
| Rionegro        | 3: 0 | Cortuluá             | Alberto Grisales         | 26 de septiembre | 19:00 | Sin transmisión |
| Valledupar      | 4: 1 | Atlético Bucaramanga | Armando Maestre Pavajeau | 26 de septiembre | 19:30 | Sin transmisión |
| Sucre           | 1: 0 | Unión Magdalena      | Arturo Cumplido Sierra   | 26 de septiembre | 19:30 | Sin transmisión |
| América de Cali | 3: 1 | Llaneros             | Pascual Guerrero         | 26 de septiembre | 20:00 | Sin transmisión |
| Fortaleza       | 0: 0 | Deportivo Pereira    | Municipal Los Zipas      | 27 de septiembre | 15:00 | Sin transmisión |
| Real Santander  | 1: 1 | Uniautónoma          | Alfonso López            | 27 de septiembre | 15:00 | Sin transmisión |

| Expreso Rojo         | 1: 0 | Valledupar        | Luis Carlos Galán       | 29 de septiembre | 15:00 | Sin transmisión |
| Sucre                | 3: 1 | Universitario     | Arturo Cumplido Sierra  | 29 de septiembre | 15:30 | Sin transmisión |
| Cortuluá             | 3: 1 | Barranquilla      | Doce de Octubre         | 29 de septiembre | 20:00 | Sin transmisión |
| Uniautónoma          | 0: 0 | Fortaleza         | Marcos Henríquez        | 30 de septiembre | 15:00 | Sin transmisión |
| Llaneros             | 2: 3 | Bogotá            | La Esperanza            | 30 de septiembre | 15:30 | Sin transmisión |
| Depor                | 1: 1 | Rionegro          | Pascual Guerrero        | 30 de septiembre | 15:30 | Sin transmisión |
| Atlético Bucaramanga | 1: 2 | Alianza Petrolera | Alfonso López           | 30 de septiembre | 15:30 | Sin transmisión |
| Unión Magdalena      | 1: 2 | Real Santander    | Eduardo Santos          | 1 de octubre     | 15:30 | Sin transmisión |
| Deportivo Pereira    | 3: 2 | América de Cali   | Hernán Ramírez Villegas | 1 de octubre     | 19:45 | FPC             |

| Barranquilla      | 0: 3 | Depor                | Metropolitano Roberto Meléndez | 22 de agosto | 15:30 | Sin transmisión |
| Fortaleza         | 1: 0 | Unión Magdalena      | Municipal Los Zipas            | 6 de octubre | 15:00 | Sin transmisión |
| Bogotá            | 1: 2 | Deportivo Pereira    | Metropolitano de Techo         | 6 de octubre | 15:00 | Sin transmisión |
| Valledupar        | 0: 0 | Cortuluá             | Armando Maestre Pavajeau       | 6 de octubre | 15:30 | Sin transmisión |
| Real Santander    | 3: 3 | Sucre                | Alfonso López                  | 6 de octubre | 15:30 | Sin transmisión |
| Rionegro          | 1: 0 | Llaneros             | Alberto Grisales               | 6 de octubre | 19:00 | Sin transmisión |
| Universitario     | 1: 0 | Atlético Bucaramanga | Ciro López                     | 7 de octubre | 11:30 | Sin transmisión |
| Alianza Petrolera | 0: 1 | Expreso Rojo         | Diego Palacios                 | 7 de octubre | 15:00 | Sin transmisión |
| América de Cali   | 1: 1 | Uniautónoma          | Pascual Guerrero               | 8 de octubre | 19:45 | FPC             |

| Expreso Rojo      | 0: 0 | Atlético Bucaramanga | Luis Carlos Galán       | 10 de octubre | 15:00 | Sin transmisión |
| Real Santander    | 2: 0 | Universitario        | Alfonso López           | 10 de octubre | 15:30 | Sin transmisión |
| Sucre             | 0: 0 | Fortaleza            | Arturo Cumplido Sierra  | 10 de octubre | 15:30 | Sin transmisión |
| Llaneros          | 1: 2 | Barranquilla         | La Esperanza            | 10 de octubre | 15:30 | Sin transmisión |
| Depor             | 0: 0 | Valledupar           | Pascual Guerrero        | 10 de octubre | 19:30 | Sin transmisión |
| Deportivo Pereira | 1: 0 | Rionegro             | Hernán Ramírez Villegas | 10 de octubre | 20:00 | FPC             |
| Cortuluá          | 1: 0 | Alianza Petrolera    | Doce de Octubre         | 10 de octubre | 20:00 | Sin transmisión |
| Uniautónoma       | 3: 1 | Bogotá               | Marcos Henríquez        | 11 de octubre | 15:00 | Sin transmisión |
| Unión Magdalena   | 0: 1 | América de Cali      | Eduardo Santos          | 11 de octubre | 20:00 | FPC             |

| Fortaleza            | 2: 0 | Real Santander    | Municipal Los Zipas      | 13 de octubre | 15:00 | Sin transmisión |
| Atlético Bucaramanga | 3: 2 | Cortuluá          | Alfonso López            | 14 de octubre | 15:00 | Sin transmisión |
| Alianza Petrolera    | 3: 2 | Depor             | Diego Palacios           | 14 de octubre | 15:00 | Sin transmisión |
| Valledupar           | 1: 0 | Llaneros          | Armando Maestre Pavajeau | 14 de octubre | 15:00 | Sin transmisión |
| Barranquilla         | 1: 2 | Deportivo Pereira | Romelio Martínez         | 14 de octubre | 15:00 | Sin transmisión |
| Bogotá               | 3: 2 | Unión Magdalena   | Metropolitano de Techo   | 14 de octubre | 15:00 | Sin transmisión |
| Rionegro             | 3: 3 | Uniautónoma       | Alberto Grisales         | 14 de octubre | 15:00 | Sin transmisión |
| Universitario        | 1: 0 | Expreso Rojo      | Ciro López               | 14 de octubre | 15:00 | Sin transmisión |
| América de Cali      | 4: 0 | Sucre             | Pascual Guerrero         | 14 de octubre | 15:00 | Sin transmisión |

### Cuadrangulares semifinales
- La hora de cada encuentro corresponde al huso horario que rige a Colombia (UTC-5)

Al finalizar la primera fase del torneo finalización —también denominada Todos contra todos—, se obtuvieron los ocho equipos con mayor puntaje. Para los cuadrangulares semifinales, los ocho equipos clasificados se dividieron en dos grupos, previamente sorteados, de igual número de participantes, de manera que los equipos que ocuparon el 1° y 2° puesto en la fase de todos contra todos, fueron ubicados en el Grupo A y Grupo B, respectivamente. Los otros seis clasificados, fueron debidamente sorteados, de manera que los equipos, se emparejaron de esta manera: 3° y 4°; 5° y 6°; 7° y 8°, cada equipo de tales emparejamientos se situó en un grupo cada uno.
Tras tener cada grupo formado con sus cuatro equipos participantes, se llevarán a cabo enfrentamientos con el formato todos contra todos, a ida y vuelta, dando como resultado 6 fechas en disputa. Cabe resaltar que en caso de empate en puntos, no se desempata por la diferencia de gol sino que se desempata según la posición que tomó cada equipo en la fase de todos contra todos, teniendo así ventaja los equipos mejor ubicados en la tabla. La ubicación de cada equipo en los cuadrangulares se definió según sorteo realizado por la División Mayor del Fútbol Colombiano el 14 de octubre, y a la vez se conoció el calendario a disputarse en los cuadrangulares.
|  |                                                  |
|  | Clasificados a la final del Torneo Finalización. |
|  | Eliminados.                                      |

#### Grupo A
| Pos. | Equipos            | PJ | PG | PE | PP | GF | GC | Dif. | Pts. |
| ---- | ------------------ | -- | -- | -- | -- | -- | -- | ---- | ---- |
| 1.   | Deportivo Rionegro | 6  | 3  | 0  | 3  | 8  | 8  | 0    | 9    |
| 2.   | Uniautónoma        | 6  | 3  | 0  | 3  | 11 | 11 | 0    | 9    |
| 3.   | Deportivo Pereira  | 6  | 2  | 2  | 2  | 7  | 8  | -1   | 8    |
| 4.   | Cortuluá           | 6  | 2  | 2  | 2  | 8  | 7  | 1    | 8    |

| Equipos            | PER | RIO | COR | UAC |
| ------------------ | --- | --- | --- | --- |
| Deportivo Pereira  |     | 2:0 | 1:1 | 3:1 |
| Deportivo Rionegro | 3:1 |     | 1:0 | 2:1 |
| Cortuluá           | 0:0 | 2:1 |     | 4:2 |
| Uniautónoma        | 3:0 | 2:1 | 2:1 |     |

| Primera | Uniautónoma       | 2: 1 | Cortuluá          | Marcos Henríquez        | 20 de octubre   | 15:00 | Sin transmisión |
| Primera | Rionegro          | 3: 1 | Deportivo Pereira | Alberto Grisales        | 22 de octubre   | 19:45 | FPC             |
| Segunda | Cortuluá          | 2: 1 | Rionegro          | Doce de Octubre         | 27 de octubre   | 20:00 | Sin transmisión |
| Segunda | Deportivo Pereira | 3: 1 | Uniautónoma       | Hernán Ramírez Villegas | 28 de octubre   | 16:00 | Sin transmisión |
| Tercera | Uniautónoma       | 2: 1 | Rionegro          | Marcos Henríquez        | 3 de noviembre  | 15:00 | Sin transmisión |
| Tercera | Cortuluá          | 0: 0 | Deportivo Pereira | Doce de Octubre         | 4 de noviembre  | 15:30 | Sin transmisión |
| Cuarta  | Rionegro          | 2: 1 | Uniautónoma       | Alberto Grisales        | 10 de noviembre | 19:00 | Sin transmisión |
| Cuarta  | Deportivo Pereira | 1: 1 | Cortuluá          | Hernán Ramírez Villegas | 12 de noviembre | 19:45 | FPC             |
| Quinta  | Uniautónoma       | 3: 0 | Deportivo Pereira | Marcos Henríquez        | 15 de noviembre | 15:00 | Sin transmisión |
| Quinta  | Rionegro          | 1: 0 | Cortuluá          | Alberto Grisales        | 15 de noviembre | 20:00 | FPC             |
| Sexta   | Deportivo Pereira | 2: 0 | Rionegro          | Hernán Ramírez Villegas | 18 de noviembre | 19:45 | FPC             |
| Sexta   | Cortuluá          | 4: 2 | Uniautónoma       | Doce de Octubre         | 18 de noviembre | 19:45 | Sin transmisión |

#### Grupo B
| Pos. | Equipos              | PJ | PG | PE | PP | GF | GC | Dif. | Pts. |
| ---- | -------------------- | -- | -- | -- | -- | -- | -- | ---- | ---- |
| 1.   | Alianza Petrolera    | 6  | 5  | 0  | 1  | 15 | 6  | 9    | 15   |
| 2.   | América de Cali      | 6  | 3  | 0  | 3  | 6  | 10 | -4   | 9    |
| 3.   | Universitario        | 6  | 3  | 0  | 3  | 9  | 11 | -2   | 9    |
| 4.   | Atlético Bucaramanga | 6  | 1  | 0  | 5  | 5  | 8  | -3   | 3    |

| Equipos              | PET | AME | UNI | BMG |
| -------------------- | --- | --- | --- | --- |
| Alianza Petrolera    |     | 3:0 | 2:1 | 2:0 |
| América de Cali      | 1:4 |     | 2:1 | 2:1 |
| Universitario        | 4:3 | 1:0 |     | 1:0 |
| Atlético Bucaramanga | 0:1 | 0:1 | 4:1 |     |

| Primera | Alianza Petrolera    | 2: 1 | Universitario        | Diego Palacios    | 20 de octubre   | 15:00 | Sin transmisión |
| Primera | Atlético Bucaramanga | 0: 1 | América de Cali      | Alfonso López     | 21 de octubre   | 15:30 | Sin transmisión |
| Segunda | Universitario        | 1: 0 | Atlético Bucaramanga | Ciro López        | 28 de octubre   | 11:30 | Sin transmisión |
| Segunda | América de Cali      | 1: 4 | Alianza Petrolera    | Pascual Guerrero  | 29 de octubre   | 19:45 | FPC             |
| Tercera | Atlético Bucaramanga | 0: 1 | Alianza Petrolera    | Alfonso López     | 4 de noviembre  | 15:30 | Sin transmisión |
| Tercera | América de Cali      | 2: 1 | Universitario        | Pascual Guerrero  | 5 de noviembre  | 17:45 | FPC             |
| Cuarta  | Universitario        | 1: 0 | América de Cali      | Ciro López        | 11 de noviembre | 11:30 | Sin transmisión |
| Cuarta  | Alianza Petrolera    | 2. 0 | Atlético Bucaramanga | Polideportivo Sur | 11 de noviembre | 15:30 | Sin transmisión |
| Quinta  | Atlético Bucaramanga | 4: 1 | Universitario        | Alfonso López     | 14 de noviembre | 15:30 | Sin transmisión |
| Quinta  | Alianza Petrolera    | 3: 0 | América de Cali      | Polideportivo Sur | 14 de noviembre | 20:00 | Sin transmisión |
| Sexta   | América de Cali      | 2: 1 | Atlético Bucaramanga | Pascual Guerrero  | 17 de noviembre | 15:30 | Sin transmisión |
| Sexta   | Universitario        | 4: 3 | Alianza Petrolera    | Ciro López        | 18 de noviembre | 11:30 | Sin transmisión |

### Final
La final del Torneo Finalización, se jugará los días 22 de noviembre y 25 de noviembre entre los clasificados como primeros del Grupo A y Grupo B. Disputarán la final, a una serie de dos partidos, de ida y vuelta. El ganador no garantiza el ascenso directo, ya que la final únicamente sirve para definir al segundo finalista del año, que asegura su oportunidad de jugar la serie de promoción.
| 22 de noviembre de 2012 | Deportivo Rionegro | 0:1 (0:1) | Alianza Petrolera | Estadio Alberto Grisales, Rionegro |                         |
| 19:45                   |                    | Reporte   | Nieto 45'         | Árbitro(s): Juan Pontón            | Árbitro(s): Juan Pontón |

| 25 de noviembre de 2012 | Alianza Petrolera                | 3:1 (2:0) | Deportivo Rionegro | Estadio Polideportivo Sur, Envigado |                                |
| 15:15                   | Rentería 16' 62' · Palomeque 32' | Reporte   | Arrieta 84' (pen.) | Árbitro(s): Oscar A. Gutiérrez      | Árbitro(s): Oscar A. Gutiérrez |

### Goleadores
| Andrés Rentería                              | Alianza Petrolera | 15 |
| Carlos Rodas                                 | Cortuluá          | 12 |
| Luis Mosquera                                | Deportivo Pereira | 10 |
| Luis Ríos                                    | Real Santander    | 10 |
| Harry Castillo                               | Uniautónoma       | 9  |
| Luis Enrique Díaz                            | Bogotá F. C.      | 9  |
| José Izquierdo                               | Deportivo Pereira | 9  |
| Niver Arango                                 | Alianza Petrolera | 8  |
| Dairon Asprilla                              | Alianza Petrolera | 8  |
| Kevin Alvear                                 | Sucre F. C.       | 7  |
| Última actualización: 2 de diciembre de 2012 |                   |    |

## Final del año
La final se disputó a partidos de ida y vuelta los días 28 de noviembre y 1 de diciembre. El ganador obtuvo el título de campeón de la Primera B 2012 y el ascenso directo a la Categoría Primera A en 2013. El perdedor de la serie, jugó la serie de promoción frente al 17° de la tabla de descenso de la Primera División en 2012.
| 28 de noviembre de 2012, 15:15 - DirecTV / SuperCable | Alianza Petrolera          | 2:1 (0:0) | América de Cali | Estadio Polideportivo Sur, Envigado, Antioquia |                               |
|                                                       | Rangel 53' · Palomeque 72' | Reporte   | Cuesta 86'      | Árbitro(s): Hernando Buitrago                  | Árbitro(s): Hernando Buitrago |

| 1 de diciembre de 2012, 15:15 - DirecTV / SuperCable | América de Cali                                  | 1:0 (1:0) (3:4 p.)         | Alianza Petrolera                                 | Estadio Olímpico Pascual Guerrero, Cali |                              |
|                                                      | Mendoza 7'                                       | Reporte                    |                                                   | Árbitro(s): Wilson Lamouroux            | Árbitro(s): Wilson Lamouroux |
|                                                      |                                                  | Tiros desde el punto penal |                                                   |                                         |                              |
|                                                      | Bustos · Trujillo · Schenone · Mendoza · Lalinde |                            | Nieto · Carrascal · Palomeque · Rentería · Arango |                                         |                              |

|                                       |
| Bandera de Colombia                   |
| Campeón Alianza Petrolera 1.er título |

## Serie de promoción
La serie de promoción fue una serie de dos encuentros entre el penúltimo clasificado en la tabla del descenso, el Cúcuta Deportivo y el subcampeón de la Primera B, el América de Cali. El ganador de la serie juega en la Categoría Primera A en el año 2013. El partido de ida se jugó el 7 de diciembre y el partido de vuelta el 12 de diciembre.
| 7 de diciembre de 2012 | América de Cali | 1:4 (0:1) | Cúcuta Deportivo                               | Estadio Olímpico Pascual Guerrero, Cali |                           |
|                        | Bustos 50'      | Reporte   | Uribe 4' · Bueno 48' · Lozano 56' · Flórez 89' | Árbitro(s): Wilmar Roldán               | Árbitro(s): Wilmar Roldán |

| 12 de diciembre de 2012 | Cúcuta Deportivo | 1:2 (1:0) | América de Cali | Estadio General Santander, Cúcuta |                          |
|                         | Uribe 39'        | Reporte   | Hurtado 78' 85' | Árbitro(s): Adrián Vélez          | Árbitro(s): Adrián Vélez |

## Estadísticas

### Tabla de reclasificación
| Pos. | Equipos              | PJ | PG | PE | PP | GF | GC | Dif. | Pts. |
| ---- | -------------------- | -- | -- | -- | -- | -- | -- | ---- | ---- |
| 1.   | América de Cali      | 52 | 30 | 10 | 12 | 89 | 52 | 37   | 100  |
| 2.   | Deportivo Rionegro   | 50 | 23 | 12 | 15 | 80 | 58 | 22   | 81   |
| 3.   | Cortuluá             | 48 | 20 | 16 | 12 | 66 | 56 | 10   | 76   |
| 4.   | Alianza Petrolera    | 46 | 21 | 12 | 13 | 75 | 54 | 21   | 75   |
| 5.   | Universitario        | 48 | 23 | 6  | 19 | 61 | 59 | 2    | 75   |
| 6.   | Deportivo Pereira    | 42 | 21 | 11 | 10 | 65 | 45 | 20   | 74   |
| 7.   | Uniautónoma          | 48 | 19 | 17 | 12 | 68 | 57 | 11   | 74   |
| 8.   | Sucre F. C.          | 42 | 17 | 12 | 13 | 46 | 46 | 0    | 63   |
| 9.   | Unión Magdalena      | 44 | 17 | 11 | 16 | 57 | 48 | 9    | 62   |
| 10.  | Valledupar F. C.     | 36 | 12 | 13 | 11 | 41 | 40 | 1    | 49   |
| 11.  | Real Santander       | 42 | 13 | 8  | 21 | 57 | 73 | -16  | 47   |
| 12.  | Atlético Bucaramanga | 42 | 13 | 8  | 21 | 44 | 60 | -16  | 47   |
| 13.  | Fortaleza            | 36 | 12 | 9  | 15 | 39 | 44 | -5   | 45   |
| 14.  | Bogotá F. C.         | 36 | 12 | 7  | 17 | 46 | 64 | -18  | 43   |
| 15.  | Depor Aguablanca     | 36 | 9  | 10 | 17 | 45 | 59 | -14  | 37   |
| 16.  | Llaneros             | 36 | 7  | 11 | 18 | 33 | 50 | -17  | 32   |
| 17.  | Barranquilla F. C.   | 36 | 8  | 7  | 21 | 40 | 65 | -25  | 31   |
| 18.  | Expreso Rojo         | 36 | 7  | 8  | 21 | 20 | 42 | -22  | 29   |

### Goleador del año
| Carlos Rodas                                   | Cortuluá       | 21 |
| Luis Ferney Rios                               | Real Santander | 21 |
| Última actualización: 27 de noviembre de 2017. |                |    |